# توندو
توندو شهری در شهرستان ساپونه در استان بازگا در بورکینافاسوی مرکزی است و جمعیت آن ۷۵۸ نفر است.